# Georgia Engel
Pour les articles homonymes, voir Engel.
Georgia Bright Engel, née le 28 juillet 1948 et morte le 12 avril 2019, est une actrice américaine. Elle est surtout connue pour avoir joué Georgette Franklin Baxter dans la sitcom The Mary Tyler Moore Show de 1972 à 1977 et Pat MacDougall dans Tout le monde aime Raymond de 2003 à 2005,. Elle a, entre autres, été nommée au cours de sa carrière pour cinq Primetime Emmy Awards.

## Jeunesse
Georgia Engel est née à Washington. Elle est la fille de Ruth Caroline (née Hendron) et de Benjamin Franklin Engel, amiral de la Garde côtière,. Elle fréquente le Kodiak Island Borough School District, la Walter Johnson High School et l'Académie du Washington Ballet dont elle est diplômée. Elle obtient son diplôme de théâtre à l'université d'Hawaï à Mānoa,.

## Carrière

### Débuts au théâtre

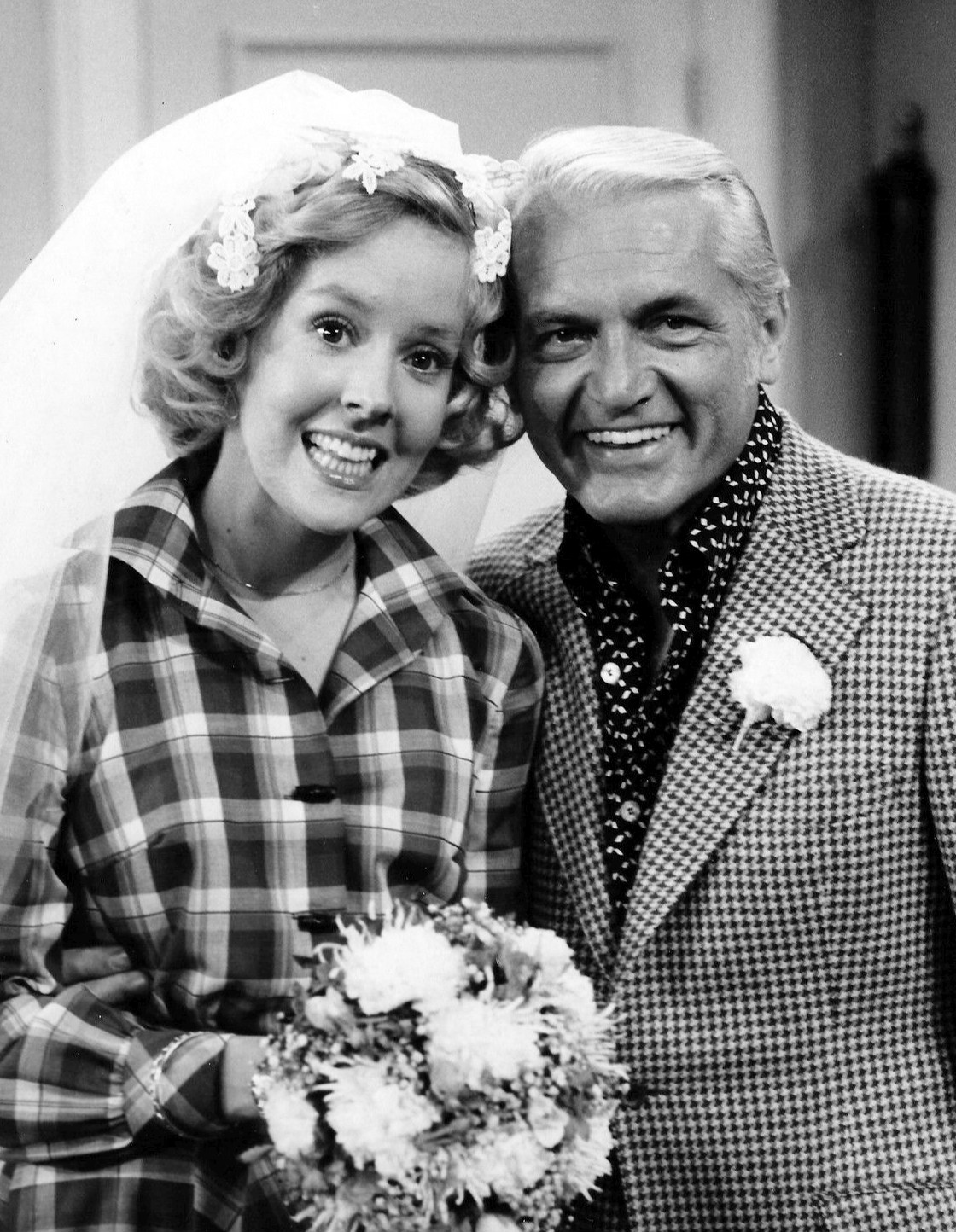
Le mariage de Georgette et Ted en 1975.

Après l'université, Engel apparaît dans des productions musicales avec l'American Light Opera Company de Washington. Elle déménage à New York en 1969, apparaissant off-Broadway dans Lend an Ear, et pendant un an en tant que Minnie Fay dans la production de Broadway de Hello, Dolly!, à partir de décembre 1969. Une production off-Broadway de 1971 de The House of Blue Leaves est finalement joué à Los Angeles, où Engel est remarquée par Mary Tyler Moore et son mari, le producteur Grant Tinker, ses futurs employeurs,.

### Succès dans des sitcoms et au cinéma
Elle apparaît ensuite dans le rôle de Georgette Franklin Baxter dans The Mary Tyler Moore Show de 1972 jusqu'à la fin de la sitcom en 1977. Ce rôle lui vaut deux nominations aux Emmy Awards. Après la fin de cette sitcom, elle s'associe à l'ancienne co-vedette de Mary Tyler Moore Show Betty White pour The Betty White Show au cours de sa seule saison (1977-1978). Plus tard, elle partage la vedette dans deux sitcoms de courte durée des années 1980, Goodtime Girls dans le rôle de Loretta Smoot, et dans Jennifer Slept Here avec Ann Jillian.
Elle a un rôle récurrent dans Coach, en tant que Shirley Burleigh, et joue le rôle de la voix de Love-a-Lot Bear dans Les Bisounours, le film (1985). Elle joué le rôle d'une bonne sorcière dans un rôle récurrent d'Esmeralda dans le feuilleton télévisé NBC Passions,,,. Georgia Engel reçoit des nominations consécutives aux Emmy Awards en tant qu'actrice invitée exceptionnelle dans une série comique en 2003, 2004 et 2005 pour son rôle dans Everybody Loves Raymond en tant que belle-mère de Robert Barone, Pat MacDougall. Elle joue aussi Cassie Wilson dans deux épisodes de Neighbours.
Elle fait ses débuts au cinéma dans le premier film en anglais de Miloš Forman Taking Off  (1971) pour lequel est nommée pour un British Academy Award de la meilleure actrice dans un second rôle. Ses autres apparitions au cinéma incluent The Outside Man (1973), Signs of Life (1989), Papa Was a Preacher (1987), The Sweetest Thing (2002) ou encore les téléfilms The Day the Women Got Even (1980) et A Love Affair: The Eleanor and Lou Gehrig Story (1978).
Elle prêté sa voix aux films d'animation Les Rebelles de la forêt (2006), Les Rebelles de la forêt 2 (2008), Les Rebelles de la forêt 3 (2010)  et Docteur Dolittle 2 (2001).

### Retour au théâtre
Elle revient à ses racines scéniques en 2006, apparaissant à Broadway dans la comédie musicale The Drowsy Chaperone, avec Sutton Foster et Edward Hibbert. Elle crée le rôle de Mrs. Tottendale, qu'elle a continué à jouer jusqu'à partir de la production le 1er avril 2007. Elle participe à la tournée nord-américaine, se produisant à Toronto en septembre 2007, au Orpheum Theatre de San Francisco, en août 2008, et au Denver Performing Arts Complex en octobre 2008.
Pendant les étés 2004, 2005, 2007, 2009 et 2010, Engel apparaît dans diverses productions au Muny Theatre de Forest Park à St. Louis, Missouri. Elle est également apparue dans Show Boat en août 2010 sous le nom de Parthy. En juillet 2005, elle apparaît dans Mame comme Agnes Gooch, en juin 2007 dans Oklahoma ! comme tante Eller, et en juillet 2009 comme Mme. Paroo dans The Music Man.
En juin 2010, Engel apparaît au Ogunquit Playhouse de Ogunquit, Maine, en tant que Mrs. Tottendale. D'octobre à décembre 2010, elle est présente dans la production off-Broadway du Vineyard Theatre de Middletown, écrite par Will Eno,.

### Dernières apparitions
En 2012, elle apparaît dans des épisodes de The Office en tant qu'Irene, une dame plus âgée aidée par Erin Hannon (Ellie Kemper). Elle apparaît aussi dans deux épisodes de Mon oncle Charlie en tant que mère de Lyndsey McElroy, la petite amie d'Alan. Le personnage devient également une amante lesbienne de la mère d'Alan, Evelyn. En mars 2012, 35 ans après la clôture de The Mary Tyler Moore Show, Engel retrouve Betty White dans la troisième saison de Hot in Cleveland comme que  Sue Johnson, meilleure amie du personnage de White, Elka, dans un rôle récurrent.
Engel apparaît dans la pièce d'Annie Baker John, qui débute à Broadway au Signature Theatre le 22 juillet 2015 et continue jusqu'au 6 septembre 2015. Le casting comprend également Lois Smith. Elle remporte un prix Obie 2016 pour la performance d'une actrice et est nommée pour le prix Lucille Lortel 2016 pour une actrice principale dans une pièce de théâtre pour son rôle dans cette pièce.
Goergia Engel joue dans sa dernière pièce, la comédie musicale Gotta Dance, au Bank of America Theatre de Chicago du 13 décembre 2015 au 17 janvier 2016. Le casting comprend également Stefanie Powers, Lillias White et André De Shields. La comédie musicale prend ensuite le nouveau titre de Half Time et joue au Paper Mill Playhouse à Millburn, New Jersey entre mai et juillet 2018.

## Vie privée et mort
Georgia Engel est une adepte de la Science chrétienne,.
Elle meurt le 12 avril 2019 à l'âge de 70 ans à Princeton, au New Jersey. Son ami John Quilty déclare au New York Times que la cause de sa mort est inconnue, car Engel n'a pas consulté de médecins en raison de ses croyances religieuses. Elle est enterrée au cimetière Cape Charles, à Cape Charles en Virginie.

## Filmographie

### Cinéma
| Année | Film                                            | Rôle                 | Notes                                                            |
| ----- | ----------------------------------------------- | -------------------- | ---------------------------------------------------------------- |
| 1971  | Taking Off                                      | Margot               | Nommée pour un BAFTA Award for Best Actress in a Supporting Role |
| 1972  | The Outside Man                                 | Mrs. Joan Barnes     |                                                                  |
| 1978  | A Love Affair: The Eleanor and Lou Gehrig Story | Claire Ruth          | Téléfilm                                                         |
| 1980  | The Day the Women Got Even                      | Kathy Scott          | Téléfilm                                                         |
| 1983  | The Magic of Herself the Elf                    | Willow Song          | Voix Téléfilm                                                    |
| 1985  | Papa Was a Preacher                             | 'Mama' Porter        |                                                                  |
| 1985  | Les Bisounours, le film                         | Love-a-Lot Bear      | Voix                                                             |
| 1989  | Signs of Life                                   | Betty                |                                                                  |
| 2001  | Docteur Dolittle 2                              | Giraffe              | Voix                                                             |
| 2002  | Allumeuses !                                    | Vera                 |                                                                  |
| 2006  | Les Rebelles de la forêt                        | Bobbie               | Voix                                                             |
| 2006  | Boog and Elliot's Midnight Bun Run              | Bobbie               | Voix                                                             |
| 2007  | Nunsensations                                   | Sr. Marie Eugene     |                                                                  |
| 2007  | The Beast                                       | Doris                | Téléfilm                                                         |
| 2008  | Les Rebelles de la forêt 2                      | Bobbie               | Voix                                                             |
| 2010  | Les Rebelles de la forêt 3                      | Bobbie               | Voix                                                             |
| 2013  | Copains pour toujours 2                         | Mrs. Jayne Lamonsoff |                                                                  |
| 2016  | The Family Lamp                                 | Marsha               | Téléfilm                                                         |
| 2017  | Groomzilla                                      | Grandma Gigi         | Téléfilm                                                         |

### Télévision
| Année     | Titre                     | Rôle                      | Notes |
| --------- | ------------------------- | ------------------------- | --- |
| 1972–77   | The Mary Tyler Moore Show | Georgette Franklin Baxter | 56 épisodes Nommée — Primetime Emmy Award for Outstanding Supporting Actress in a Comedy Series (1976–77)                                                       |
| 1974      | Rhoda                     | Georgette Franklin        | épisode: Rhoda's Wedding (Part 1 & 2) |
| 1975      | Dinah!                    | Herself                   | 1 épisode |
| 1975      | The Mike Douglas Show     | Herself                   | 3 épisodes |
| 1975-1976 | Tony Orlando and Dawn     | Herself                   | 3 épisodes |
| 1977      | The Jacksons              | Herself                   | 1 épisode |
| 1977–78   | The Betty White Show      | Mitzi Maloney             | 14 épisodes |
| 1977–82   | La croisière s'amuse      | Cleo Bagby                | 4 épisodes |
| 1978–83   | Fantasy Island            | Brenda Rappaport          | 5 épisodes |
| 1979      | Mork & Mindy              | Ambrosia Malspar          | 2 épisodes |
| 1980      | The Associates            | Wendy Turner              | épisode: "A Date with Johnny" |
| 1980      | Goodtime Girls            | Loretta Smoot             | 13 épisodes |
| 1983–84   | Jennifer Slept Here       | Susan Elliot              | 13 épisodes |
| 1991–97   | Coach                     | Shirley Burleigh          | 17 épisodes |
| 1992      | Hi Honey, I'm Home!       | Georgette Franklin Baxter | épisode: Elaine Takes a Wife |
| 1998      | Hercules                  | Evelyn                    | 2 épisodes |
| 2003–05   | Everybody Loves Raymond   | Pat MacDougall            | 13 épisodes Prism Award for Best Performance in a Comedy Series (2006) Nommée — Primetime Emmy Award for Outstanding Guest Actress in a Comedy Series (2003–05) |
| 2006      | The View                  | Herself                   | 1 épisode |
| 2007      | Passions                  | Esmeralda                 | 4 épisodes |
| 2008      | The Oprah Winfrey Show    | Herself                   | 1 épisode |
| 2008      | Entertainment Tonight     | Herself                   | 1 épisode |
| 2011      | Neighbours                | Cassie Wilson             | 2 épisodes |
| 2012      | The Office                | Irene                     | 3 épisodes |
| 2012      | Two and a Half Men        | Jean                      | 2 épisodes |
| 2012–15   | Hot in Cleveland          | Mamie Sue Johnson         | 18 épisodes |
| 2018      | One Day at a Time         | Sister Barbara            | épisode: "Homecoming" |